# 샤니서 판 더 산던
샤니서 야니서 판 더 산던(네덜란드어: Shanice Janice van de Sanden, 1992년 10월 2일 ~ )은 네덜란드의 여자 축구 선수이다. 포지션은 공격수이며, 현재 프랑스 디비지옹 1 페미닌의 올랭피크 리옹에서 활동하고 있다.

## 클럽 경력
2008년에 FC 위트레흐트에서 프로 선수 생활을 시작했으며 2010년 5월에 SC 헤이렌베인으로 이적했다. 2011년 5월에는 FC 트벤터로 이적했고 2016년 2월 4일에는 잉글랜드 FA 여자 슈퍼리그 소속 클럽인 리버풀 LFC로 이적했다. 2017년 8월 29일에 프랑스 디비지옹 1 페미닌 소속 클럽인 올랭피크 리옹으로 이적했다.

## 국가대표 경력
16세 시절이던 2008년 12월 14일에 열린 프랑스와의 친선 경기에 처음 참가했으며 네덜란드는 이 경기에서 2-0으로 승리했다. 2차례의 UEFA 유럽 여자 축구 선수권 대회(2009년, 2017년), 2차례의 FIFA 여자 월드컵(2015년, 2019년)에 참가했다.

## 수상

### 클럽
FC 위트레흐트
- 에레디비시 프라우언 1회 우승 (2009-10)

FC 트벤터
- 베네리그 2회 우승 (2012-13, 2013-14)
- 에레디비시 프라우언 4회 우승 (2012-13, 2013-14, 2014-15, 2015-16)
- KNVB 여자컵 1회 우승 (2014-15)

올랭피크 리옹
- UEFA 여자 챔피언스리그 1회 우승 (2017-18)

### 국가대표
- UEFA 여자 유로 2017 우승
- 2019년 FIFA 여자 월드컵 준우승